# غيلبرت أنيت
غيلبرت أنيت هو متقاعد ‏ وسياسي فرنسي، ولد في 10 مارس 1946 في أنتسيرانانا في مدغشقر. نشط حزبياً في الحزب الاشتراكي.

## مناصب
- انتخب  خلال فترته النيابية ‏ (30 مارس 2014 – 17 مايو 2020).
- انتخب عضو المجلس الجهوي لريونيون ‏ عن دائرة لا ريونيون وقد انضم خلال فترته النيابية ‏ (13 ديسمبر 2015 – ) للكتلة البرلمانية .
- في ، انتخب عمدة سان ديني ‏ خلال فترته النيابية ‏ (30 مارس 2014 – 3 يوليو 2020).
- انتخب نائب فرنسي.